# マイケル・ハート
マイケル・ハート（Michael Hardt、1960年 - ）は、アメリカ合衆国の哲学者、比較文学者。デューク大学文学部准教授。スワースモア大学卒業後、1990年、ワシントン大学で博士号取得。
アントニオ・ネグリとの共著『〈帝国〉』で知られる。

## 著書

### 単著
- Gilles Deleuze: An Apprenticeship in Philosophy, (University of Minnesota Press, 1993).
  - 『ドゥルーズの哲学』田代真・井上摂・浅野俊哉・暮沢剛巳訳（法政大学出版局, 1996年）

### 共著
- Labor of Dionysus: A Critique of the State-Form, with Antonio Negri, (University of Minnesota Press, 1994). 
  - 『ディオニュソスの労働——国家形態批判』長原豊・崎山政毅・酒井隆史訳（人文書院, 2008年）
- Empire, with Antonio Negri, (Harvard University Press, 2000).
  - 『〈帝国〉 ——グローバル化の世界秩序とマルチチュードの可能性』水嶋一憲・酒井隆史・浜邦彦・吉田俊実訳（以文社, 2003年）
- Multitude: War and Democracy in the Age of Empire, with Antonio Negri, (Penguin Press, 2004).
  - 『マルチチュード ——〈帝国〉時代の戦争と民主主義（上・下）』市田良彦・水嶋一憲監修（日本放送出版協会［NHKブックス］, 2005年）
- Commonwealth, with Antonio Negri, (Harvard University Press, 2009).
  - 『コモンウェルス——＜帝国＞を超える革命論（上・下）』水嶋一憲監訳（日本放送出版協会［NHKブックス］、2012年）
- Declaration, with Antorio Negri, 2012.
  - 『叛逆——マルチチュードの民主主義宣言』水嶋一憲、清水知子訳（日本放送出版協会［NHKブックス］、2013年）

- Assembly, with Antonio Negri, (Oxford University Press, 2017).
  - 『アセンブリ——新たな民主主義の編成』水嶋一憲・佐藤嘉幸・箱田徹・飯村祥之訳（岩波書店、2022年）

### 共編著
- Radical Thought in Italy: A Potential Politics, co-edited with Paolo Virno, (University of Minnesota Press, 1996).
- The Jameson Reader, co-edited with Kathi Weeks, (Blackwell, 2000).

### 寄稿
- 「市民社会の衰退 付：早稲田大学での逮捕に関する追記」（『ネオリベ化する公共圏 壊滅する大学・市民社会からの自律』明石書店 2006 収録）

## 関連人物・項目
- アントニオ・ネグリ
- ジル・ドゥルーズ
- フェリックス・ガタリ
- ミシェル・フーコー
- 絓秀実（→早稲田大学抗議活動）